# Cerco de Al-Fu'ah e Kafriya
O Cerco de al-Fu'ah e Kafriya é um cerco militar em curso às cidades de al-Fu'ah e Kafriya na província de Idlib, durante a Guerra Civil Síria. O cerco começou com o assalto das forças rebeldes à cidade de Idlib em março de 2015, que resultou na captura de Idlib.

## Cerco

### 2015
Em 28 de março de 2015, após quatro dias de combates, os rebeldes capturaram a cidade de Idlib e conseguiram cercar as cidades de al-Fu'ah e Kafriya. Milhares de civis estão cercados desde então. O Exército da Conquista e o seu maior grupo a Frente al-Nusra (versão síria da Al-Qaeda) desde então impuseram um cerco total às cidades bloqueando assistência humanitária para as localidades e várias pessoas da província de Idlib foram executadas ao serem acusadas de contrabandear comida para a zona.
A 2 de agosto, o Exército da Conquista anunciou que iria continuar com as operações militares contra o enclave cercado de al-Fu'ah e Kafriya. Em 10 de agosto, os rebeldes lançaram um assalto a al-Fu'ah, após detonarem um carro-bomba e um túnel-bomba, e avançaram em direção à cidade.
Em 31 de agosto, os rebeldes lançaram um poderoso ataque contra o enclave xiita e capturaram al-Suwaghiyah, forçando as tropas governamentais a retirarem-se para a localidade de Tal Khirbat.
Entre 3 de setembro e 5 de setembro, os rebeldes bombardearam intensamente o enclave e lançaram um número de ataques contra al-Fu'ah e Kafriya a partir de Maarrat Misrin, al-Suwaghiyah e da cidade de Idlib. Os ataques foram repelidos, com o Exército Árabe Sírio a destruírem 3 veículos blindados.
A 18 de setembro, os rebeldes lançaram um novo ataque contra o enclave, disparando mais de 400 cartuchos de artilharia, enquanto 9 carros-bomba foram detonados em posições governamentais. Os confrontos causaram 29 rebeldes mortos e 21 soldados governamentais mortos, bem como, 7 civis a morreram também. O Observatório Sírio dos Direitos Humanos reportou que os rebeldes capturaram algumas posições. Anjad al-Sham ameaçou atacar al-Fu'ah e Kafriya com 100 morteiros por dia.
Em 19 de setembro, os rebeldes avançaram novamente nos arredores de al-Fu'ah, capturando Tal Al-Khirbat e um número de postos de controlo em redor. Por outro lado, as tropas governamentais repeliram o ataque rebelde contra a aldeia de Deir Al-Zughub. De acordo com fontes pró-governo, os rebeldes perderam mais de 100 combatentes, incluindo 31 de países estrangeiros O número de bombistas-suicida que atacaram al-Fu'ah e Kafriya na batalha entre 18-19 de setembro foi estimado em 26. Os atacantes foram: 11 uigures, um libanês, dois sauditas e 11 sírios.
A 20 de setembro, um segundo cessar-fogo em al-Zabadani/Madaya (enclave rebelde cercado pelo Exército Sírio) e em al-Fu'ah/Kafriya foi implementado, com os rebeldes a permitirem a entrada de ajuda humanitária para os civis cercados de al-Fu'ah e Kafriya. Uma violação do cessar-fogo foi reportada com os grupos rebeldes a bombardearem as cidades. Uma nova violação do cessar-fogo pelos rebeldes foi reportada no final do mês, mas o cessar-fogo manteve-se.

### 2016
A 11 de janeiro de 2016, o Comitê Internacional da Cruz Vermelha e o Programa Alimentar Mundial organizaram um comboio humanitário para entregar comida, medicamentos e outra ajuda para Kafriya e al-Fu'ah, bem como a Madaya no sul. Apesar da ajuda humanitária entrar na área cercada, os civis ainda sofriam com várias dificuldades para sobreviver visto que apoio médico, comida e vacinas eram escassos e os jihadistas da Al-Nusra continuavam a bombardear as cidades causando várias mortes e feridos entre os civis.
Em 21 de julho, dois civis doentes de Fuah e Kafriya foram evacuados para Latakia pela Crescente Vermelho Árabe Sírio, em troca por dois civis doentes foram evacuados de Zabadani para Idlib. Ajuda médica e comida chegaram às cidades cercadas, bem como à localidade de Qalaat al-Madiq.
No final de setembro, 52 comboios humanitários tinham entrado em Zabadani e Madaya e outros 19 tinham chegado a Fuah e Kafriya, que tinham mais de 20.000 habitantes todas juntas.
A 21 de novembro, bombardeamentos rebeldes e fogo de atiradores causaram a morte de pelos menos um civil em Fuah e Kafriya.
Entre 3 a 6 de dezembro, mais de 10 civis em Fuah e Kafriya foram mortos devido a fogo rebelde, em retaliação pelos bombardeamentos da Força Aérea Árabe Síria na província de Idlib que causaram a morte de 121 civis.
A 18 de dezembro, um grupo de autocarros vindos de Alepo em direcção a Fuah e Kafriya com o objectivo de evacuar 2.500 civis do enclave cercado como parte de um acordo que também iria levar à evacuação dos restantes civis que estavam nas zonas controladas pelos rebeldes na parte leste de Alepo até à sua derrota. Durante a viagem, jihadistas da Al-Nusra atacaram e queimaram 6 autocarros, e assim parando com a evacuação acordada. Dois dias depois, mais de 1.000 pessoas de Fuah e Kafriya deixaram as cidades em autocarros em direcção a Alepo.

### 2017
Em janeiro de 2017, os rebeldes atacaram al-Fu'ah que causou vários feridos. A meio de março, Tahrir al-Sham (sucessor da Frente Al-Nusra) capturou a colina de Tall Umm A'anoun às Forças de Defesa Nacional (FDN), com o objectivo de cortar a estrada que liga Fuah a Kafriya.
A 28 de março, um acordo celebrado entre o Irão e o Qatar que previa a evacuação de todos os residentes de Fuah e Kafriya em troca pela evacuação dos residentes do enclave rebelde cercado de Zabadani e Madaya. O acordo entrou em vigor a 12 de abril com autocarros e ambulâncias chegaram às quatro cidades em questão com a assistência do Crescente Vermelho Árabe Sírio para iniciar o processo de evacuações. A 14 de abril, 75 autocarros e 20 ambulâncias evacuaram cerca de 5.000 pessoas de Fuah e Kafriya em direcção a Alepo. A 15 de abril, um conjunto de autocarros transportando civis xiitas foi atacado por um bombista suicida a ocidente de Alepo, causando a morte de mais de 100 pessoas.
Em setembro, sete camiões transportando diversos medicamentos, comida e geradores eléctricos entraram nas cidades cercadas com a permissão dos grupos rebeldes, com o governo sírio a permitir que ajuda humanitária entrasse no Campo Yarmouk (zona controlada pelos rebeldes a sul de Damasco).